# Elk Plain
Elk Plain je obec v okrese Pierce v americkém státě Washington. V roce 2010 zde žilo 14 205 obyvatel.
Rozloha obce čítá 24,8 km², z čehož vše je souš. Ze 14 205 obyvatel, kteří zde žili roku 2010, tvořili 79 % běloši, 5 % Afroameričané a 4 % Asiaté. 7 % populace bylo hispánského původu.